# Řád hermelínu

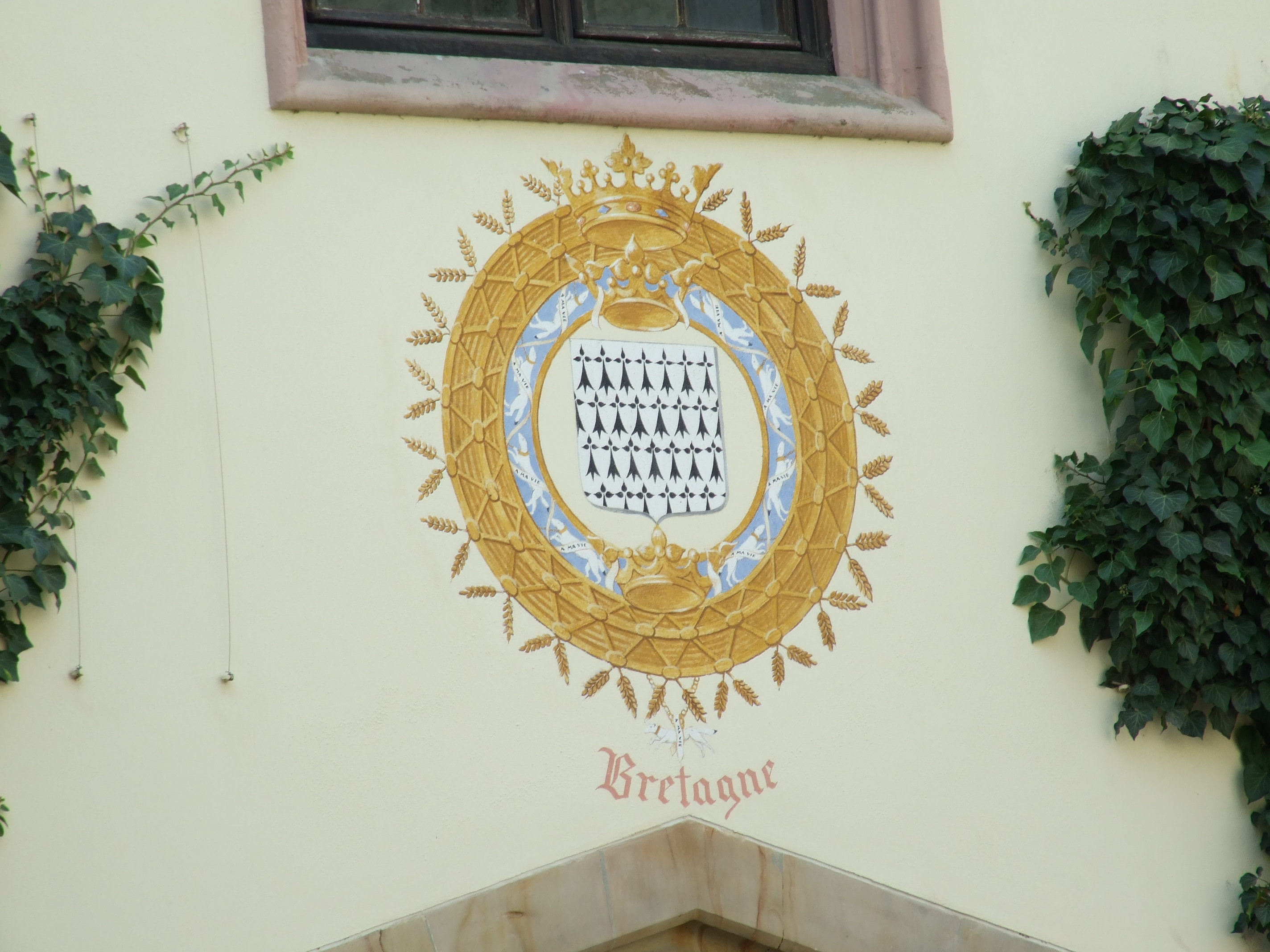
Bretaňský znak z erbovní galerie nádvoří Sychrova (návrh Vilém Kandler) obtočený Řádem hermelínu (vnitřní) a Řádem žitných klasů (vnější)

Řád hermelínu (francouzsky: Ordre de l’Hermine) byl rytířský řád založený v roce 1381 bretaňským vévodou Janem IV. podle vzoru anglického Podvazkového řádu. Řádový řetěz byl udílen ve dvou třídách, buď vyhotoven ve zlatě, nebo stříbře, řetěz se dále skládal z osmi smaltovaných kráčejících hranostajů, které spojují dvě listové koruny, jednu vepředu a jednu vzadu, k přední koruně je převěšen klenot, také hranostaj. Kolem všech 9 hranostajů je obtočena stužka s heslem řádu A ma vie (Mému životu, osobní heslo vévody Jana V.). Hermelín byl logickou volbou symbolu, neboť tato kožešina se nachází ve znaku Bretaně.
Řád se často vyskytoval s Řádem žitných klasů, jehož řetěz se skládá ze stylizovaných klasů a klenot je totožný s Řádem hermelínu.
Je doloženo udílení řádu i ženám. Při návštěvě českého mírového poselstva Jiřího z Poděbrad v Bretani byl řád udělen třem českým šlechticům, asi včetně Lva z Rožmitálu. Řád byl udílen suverény bretaňského vévodství do 15. století.
V roce 1972 vznikl řád stejného jména, který je udílen za zvláštní příspěvek bretaňské kultuře.